# Julien Potocki
Louis Julien Potocki, né le 29 août 1860 à Schweizerhalle (Suisse) et décédé le 24 janvier 1933 à Paris 17e, est un médecin et obstétricien français. Il a introduit en France une méthode de césarienne novatrice déjà pratiquée par le Professeur Max Sänger en Allemagne. Il permit ainsi de réduire significativement la mortalité maternelle par hémorragies lors de césariennes.

## Biographie

### Jeunesse
Il est le fils de Adolphe Potocki (Varsovie 1819-Marseille 1883), polonais, et de Eugénie Agathe Bohn, alsacienne (Mulhouse 1834-1862).
Julien Potocki  est issu d’une famille noble polonaise,, son grand-père Ignace Potocki (1797-1878), a pris part à l’insurrection de novembre 1830 contre les russes en tant qu'aide de camp du Général Antoni Giełgud. Lors l’échec de cette insurrection il s’exile en France (Grande Émigration). Quelques années plus tard Adolphe Potocki (1819-1883) quittera à son tour Varsovie (devenue russe entretemps) pour prendre la direction des Salines de Schweizerhalle, Suisse (1859-1860)  puis s’installer en France. Julien Potocki naît à Schweizerhalle avec la nationalité suisse. Au décès de sa mère, il déménage à Paris où il grandit dans la famille de son oncle maternel à partir de l'âge de 2 ans. En 1888 il obtient la nationalité française par naturalisation. Il vécut toute sa vie à Paris.
Il est enterré au cimetière du Montparnasse à Paris 14e.

### Carrière médicale
Julien Potocki fait ses études de médecine à Paris, est externe des hôpitaux de Paris en 1881, interne en 1884, et sera marqué par ses périodes d’internat auprès du Professeur Adolphe Pinard, père de la puériculture moderne (dont il sera le 1er interne à Lariboisière), et auprès du Professeur Stéphane Tarnier à la Maternité de Port-Royal qui révolutionna l’obstétrique française (et dont il fut le dernier interne avant qu’il ne quitte Port Royal en 1889),.
En 1885 un voyage d’étude de 3 mois le conduit à observer les méthodes d’asepsie et le succès de la césarienne pratiquée à Leipzig (Pr.Max Sänger), à Berlin et Vienne. Il sera impressionné par les bons résultats en termes de mortalité maternelle et les introduira en France.
Il soutient une thèse de doctorat en médecine sur les embryotomies rachidiennes en 1888 récompensée par une médaille d’argent,. En 1890 il est nommé chef de clinique à la Clinique Baudelocque chez le Professeur Adolphe Pinard (1890-1898), accoucheur des Hôpitaux en 1896 (corps récent créé en 1881). Il obtient l’agrégation de médecine en 1901. Il est accoucheur adjoint à la Maternité Port-Royal de 1898 à 1907 puis, de 1907 à 1918, chef de service de la maternité de la Pitié. Il est le 1er titulaire du poste dans la « nouvelle » Pitié quand celle-ci déménagea en 1911,. Il fut nommé accoucheur-professeur en chef de la Maternité Port-Royal en 1918 où il termina sa carrière en 1922.
Il sera ensuite secrétaire général de la Société d'obstétrique et de gynécologie de Paris, puis Président de la Société d’obstétrique et gynécologie de Paris en 1921. Il est fait Chevalier de la Légion d’Honneur en 1910.

## Travaux-apports à l’obstétrique
Au retour de son voyage d’étude à l’âge de 25 ans en Allemagne il publie en 1886 un article défendant cette méthode de césarienne par double suture utérine mise au point par Max Sänger à Leipzig,. Les césariennes avaient été quasi abandonnées en France du fait des résultats catastrophiques en termes d’infections et d’hémorragies maternelles, conséquences de l’absence de suturation de la paroi utérine et de l’hygiène hospitalière défectueuse,. En l’absence de pratiques d’asepsie hospitalières appropriées, les fils de sutures étaient des vecteurs d’infection. Et par la rétraction utérine spontanée après extraction de l’enfant on espérait obtenir une hémostase (absence de saignement) naturelle. Seule possibilité semblait être la méthode de Eduardo Porro, qui permettait de sauver la mère et l’enfant mais au prix d’une hysterectomie d’emblée donc d’une stérilité définitive. La méthode de double suture utérine, alliée à une systématisation des mesures d’asepsie fut rapidement acceptée par l’"Ecole de la Maternité » autour du Professeur Tarnier, et permit une renaissance de la césarienne classique. Les bons résultats de cette nouvelle méthode de césarienne furent ainsi dus à la diminution conjointe des hémorragies utérines et de la fièvre puerpérale (infection graves de la mère lors de l’accouchement). Il s’est aussi beaucoup intéressé au rôle et au statut des sages-femmes en formation à l’hôpital, consacrant de nombreuses années à leur enseignement à l’école des sages-femmes de l’Assistance Publique de Paris qui faisait partie de la Maternité de Port-Royal, conscient de leur rôle essentiel pour le déroulement des accouchements et des césariennes et pour le maintien d’une hygiène hospitalière adéquate,,. C’est ainsi qu’il est chargé en 1917 par ses collègues d’élaborer un projet de statut de la profession de sages-femmes, qui fut adopté en 1918.
Julien Potocki a significativement contribué à donner à l’obstétrique son orientation chirurgicale que nous lui connaissons aujourd’hui,.